# 천안동남경찰서
천안동남경찰서(天安東南警察署, Cheonan Dongnam Police Station)는 충청남도경찰청이 관할하는 경찰서 중 하나이다. 충청남도 천안시 동남구 지역을 관할한다. 충청남도 천안시 동남구 청수 6로 73(청당동 481번지)에 위치하고 있다.
서장은 총경으로 보한다.

## 기본 정보
- 주소: 충청남도 천안시 동남구 청수 6로 73(청당동 481번지)
- 우편번호: 330-702

## 관할 파출소
천안동남경찰서는 9개의 파출소를 산하에 두고 있다.
| 명칭           | 사진 | 주소               | 관할구역                               | 치안센터     |
| -------------- | ---- | ------------------ | -------------------------------------- | ------------ |
| 신안파출소     |      | 먹거리11길 12      | 신안동                                 |              |
| 남산파출소     |      | 충무로 437-1       | 청룡동 일부, 원성2동 일부, 일봉동 일부 |              |
| 일봉파출소     |      | 차돌로 44          | 신방동, 봉명동, 일봉동 일부            |              |
| 문성파출소     |      | 옛시청길 21        | 문성동, 중앙동                         |              |
| 원성파출소     |      | 충절로 167         | 원성 1동, 원성2동 일부, 청룡동 일부    |              |
| 목천북면파출소 |      | 목천읍 서리1길 50  | 목천읍, 북면                           | 북면치안센터 |
| 병천동면파출소 |      | 병천면 충절로 1729 | 병천면, 동면                           | 동면치안센터 |
| 수신성남파출소 |      | 수신면 수신로 433  | 수신면, 성남면                         | 성남치안센터 |
| 광덕풍세파출소 |      | 광덕면 신흥4길 46  | 광덕면, 풍세면                         | 풍세치안센터 |

## 같이 보기
- 충청남도지방경찰청